# Bardoli
Bardoli là một thành phố và khu đô thị của quận Surat thuộc bang Gujarat, Ấn Độ.

## Địa lý
Bardoli có vị trí 21°07′B 73°07′Đ / 21,12°B 73,12°Đ Nó có độ cao trung bình là 22 mét (72 foot).

## Nhân khẩu
Theo điều tra dân số năm 2001 của Ấn Độ, Bardoli có dân số 51.963 người. Phái nam chiếm 51% tổng số dân và phái nữ chiếm 49%. Bardoli có tỷ lệ 74% biết đọc biết viết, cao hơn tỷ lệ trung bình toàn quốc là 59,5%: tỷ lệ cho phái nam là 77%, và tỷ lệ cho phái nữ là 70%. Tại Bardoli, 9% dân số nhỏ hơn 6 tuổi.